# Saint Kotar
Saint Kotar je point & click avanturistička igra koju je razvila pulska tvrtka Red Martyr Entertainment (danas The-Mark Entertainment), a objavio Soedesco. Igra se odvija u ruralnom gradu Svetom Kotaru u Hrvatskoj, gdje dva lika, Benedek Dohnany i Nikolay Kalyakin, otkrivaju niz ubojstava koja su povezana s vještičarstvom. Igra ima više od 70 lokacija i ručno oslikan stil. Razvoj je trajao 5 godina, tijekom kojih je financiran putem Kickstarter kampanje, čime je ukupno prikupljeno 50 178 eura. Tvrtka je prethodno objavila besplatni prolog, nazvan "Yellow Mask", koju je spisateljica The Escapista Amy Davidson opisala kao "snažan temelj za iznimno jezivu misteriju".

## Vanjske povezice
- Službena stranica